# Turco Van
Turco Van é uma raça de gato doméstico de pelos semilongos, que foi desenvolvida no Reino Unido a partir de uma seleção de gatos obtidos em várias cidades da Turquia moderna, especialmente no sudeste do país.:112 A raça é rara e distingue-se pelo padrão Van (que nomeou a raça), onde a cor é restrita à cabeça e cauda, enquanto o resto do gato é da branco; isto é devido à expressão genética, um tipo de leucismo parcial.:148 Um turco van pode ter olhos azuis ou âmbar, ou ter olhos bicolores. Diz-se que a raça descende da raça de gatos Van brancos (em turco: Van kedisi), encontrados principalmente perto do lago de Vã, embora um dos escritos dos dois criadores originais indique claramente que nenhum dos gatos desta raça vieram da área de Van, que tem sido historicamente associada à Armênia.:114
Depois de ser chamada de gato turco, a raça foi inicialmente reconhecida como tal por uma organização de criadores britânica, o Governing Council of the Cat Fancy (GCCF), em 1969.:113 Mais tarde foi renomeada como "turco Van", para melhor distingui-lo da raça angorá turca. O termo "turco Vankedisi" é usado por algumas organizações como um nome para todos os espécimes brancos da raça van formal, nomenclatura facilmente confundida com os gatos Van kedisi, que também são geralmente brancos.